# Lobelia christii
Lobelia christii là loài thực vật có hoa trong họ Hoa chuông. Loài này được Urb. mô tả khoa học đầu tiên năm 1912.